# Vilis Plūdons
Vilis Plūdons ou Vilis Plūdonis, né  Vilis Lejnieks, le 9 mars 1874 dans le rajons de Bauska et mort le 15 janvier 1940 à Riga en Lettonie, est un poète et écrivain letton,,.

## Biographie
Vilis Plūdons est scolarisé à l'école paroissiale de Pilsmuiža. Après ses études secondaires  à l'école de Bauska, il poursuit ses études au séminaire de Kuldīga de 1891 à 1895. Au séminaire il étudie intensivement la théorie littéraire.
En 1894, le poète choisit le pseudonyme Pludons, qu'il prendra officiellement comme nom de famille en 1922. Ses premiers écrits sont publiés dans le supplément littéraire du journal Mājas viesis en mai 1895. Alors sors
également son premier recueil de poèmes Les premiers accords. Il est auteur de poèmes allégoriques et romantique, œuvres épiques et contes.
Plusieurs de ses écrits sont destinés aux enfants dont quelques-uns, plus tard, furent l'objet d'adaptations dans les dessins animés. Il est également connu pour ses traductions des grands classiques comme Heine et Pouchkine, ainsi que du livre Ainsi parlait Zarathoustra du philosophe allemand Friedrich Nietzsche et du chant traditionnel lituanien. Plusieurs musiciens, parmi lesquels Emīls Dārziņš et Alfrēds Kalniņš, ont mis en musique sa poésie.
De par sa profession de pédagogue, Pludonis est auteur de plusieurs livres scolaires. Il était également un bon dessinateur amateur, jouait de plusieurs instruments de musique. Plūdons, avec d'autres intellectuels de son époque, était un ardent partisan de l'indépendance lettonne.
L'écrivain est inhumé au cimetière Plūdoņa kapsēta à Ceraukstes pagasts. Dans sa maison natale "Lejenieki" un musée a été ouvert en 1968.

## Distinctions
- Officier de l'ordre des Trois Étoiles (1926)[5]
- Commandeur de l'ordre des Trois Étoiles (1934)[5]

## Œuvres

### Poèmes, contes, récits
- Pirmie akordi (1895),
- Selgā (1898),
- Divi pasaules (1899,1951),
- Jūrmalas leģendas (1899),
- Rekviēms (1899),
- Atraitnes dēls (1901),
- Mazā Anduļa pirmās bērnības atmiņas (1901),
- Baigi (1903),
- Rēgi (1908),
- Fantāzijas par puķēm (1911),
- Uz saulaino tāli (1912),
- Salgales Mada loms (1913),
- Dzīves simfonija (1913),
- Via dolorosa (1918),
- 111 lirisku dziesmu (1918),
- Tāli taki - tuvi tēli (1921),
- No Nakts līdz Rītam (1921),
- Eža kažociņš (1921),
- Balādes un baladeskas (1922),
- Sonetas ar ragiem un Trioletas ar nagiem (1922),
- Vītola stabulīte (1923),
- Ziedu pārslas (1923),
- Saule un smiltis (1924),
- Mildas ziedoklis (1924),
- Mūzas mirkļi (1925),
- Lapsiņa Kūmiņa un vilks Znotiņš (1926),
- Zeme un zvaigznes (1928),
- Kad Ziemassvētki pievārtē (1930),
- Pasaciņu šūpulītis (1933),
- Tālie krasti (1934),
- Tā zeme ir mūsu (1934),
- Skanošās āres (1934),
- Kūri pie Rīgas 1210. gadā (1934),
- Par tēvzemi un brīvību (1935),
- Pretim saulei (1937),
- Ko Palestīnas palmas šalc (1937),
- Brīnumstabulīte (1937),
- Lilijas sniegā (1939),
- Rūķīšu grāmata (1939).

### Livres scolaires
- Latvju literaturas vēsture, sakarâ ar tautas vēsturisko attīstibas gaitu, Neimannis, 1908[9]